# Proteaza HIV-1

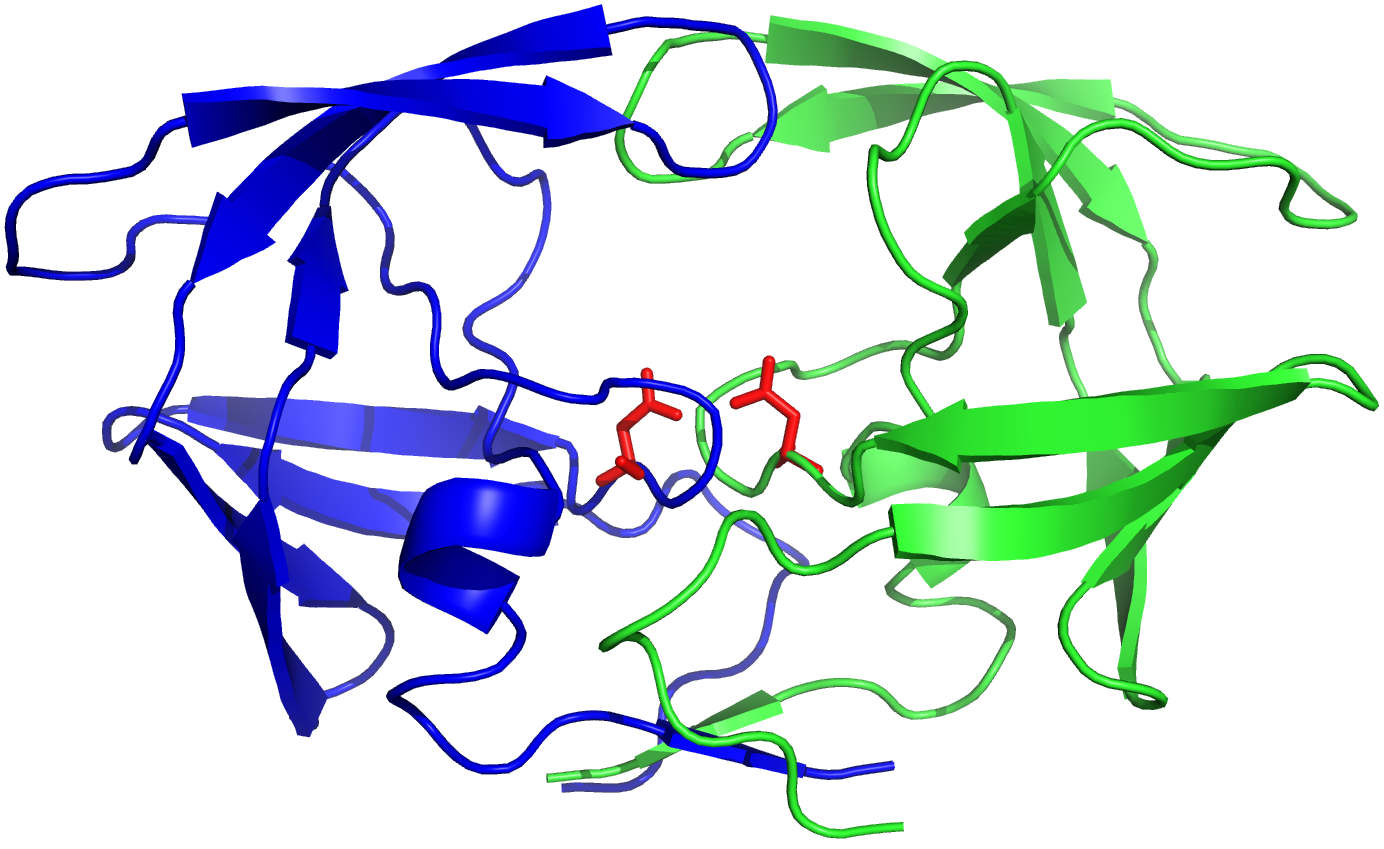
Struktura proteazy HIV-1 (łańcuch A oznaczony kolorem niebieskim, B – zielonym). Wszystkie cząsteczki wody i ligandy zostały ukryte. Asp-25 i Asp-25' są pokolorowane na czerwono. PDB ID: 1GNO.

Proteaza HIV-1 (EC 3.4.23.16) – enzym należący do proteaz aspartylowych, kluczowy w ostatnim etapie cyklu replikacyjnego HIV-1, retrowirusa powodującego AIDS. Jest on odpowiedzialny za rozcięcie poliprotein Pr55Gag i Pr160Gag-Pol na pojedyncze białka. Poliproteiny te znajdują się w uwolnionych z komórki, niedojrzałych wirionach. Pr55Gag zawiera sześć białek strukturalnych, natomiast Pr160Gag-Pol trzy enzymy: proteazę, odwrotną transkryptazę i integrazę. Białka, niezwiązane ze sobą w poliproteiny, formują dojrzały, zakaźny wirion. Ze względu na rolę proteazy HIV-1 w cyklu replikacyjnym wirusa, jest ona celem leków stosowanych w terapii antyretrowirusowej.

## Struktura i mechanizm działania
Proteaza HIV-1 jest homodimerem, którego każda z jednostek składa się z 99 aminokwasów. Zawiera ona jedno, C2-symetryczne miejsce aktywne. Jego kluczowymi aminokwasami są Asp-25 i Asp-25', a w ich bezpośrednim sąsiedztwie znajduje się molekuła wody, która bierze udział w reakcji katalitycznej:

Proponowany mechanizm reakcji katalitycznej proteazy aspartylowej

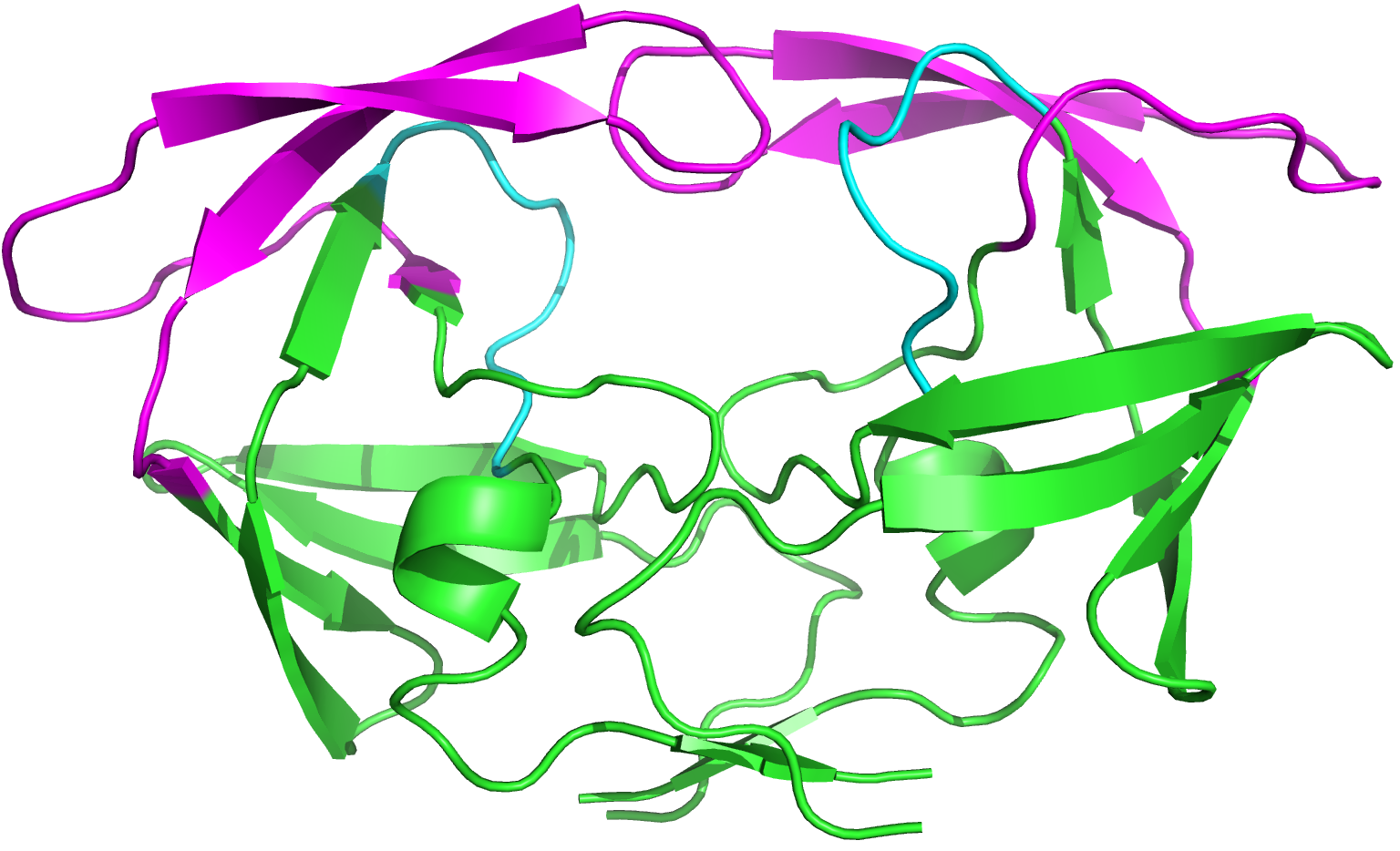
Klapy (aminokwasy 33-63 i 33'-63') – magenta, pętle 80' (aminokwasy 78-85 i 78'-85') – cyjan. PDB ID: 1GNO

W strukturze proteazy HIV-1 wyróżniane bywają dwa regiony: klapa (ang. flap), którą stanowią aminokwasy 33-62 i pętla 80' (ang. 80's loop) składająca się z aminokwasów 78-85. Obszary te są ważne ze względu na udział w wiązaniu substratu. Klapy regulują również dostęp do miejsca aktywnego. Poliproteina może się do niego dostać tylko, gdy klapy są otwarte. Kiedy jej odpowiednia część znajdzie się w miejscu aktywnym, zamykające się klapy umożliwiają rozcięcie wiązania.

## Inhibitory proteazy HIV-1
Skuteczna inhibicja proteazy HIV-1 powoduje przerwanie cyklu replikacyjnego wirusa i jego unieszkodliwienie. Powstające cząsteczki wirusów przestają być zakaźne, co hamuje rozwój AIDS. W 2009 roku w Europie i USA do obrotu dopuszczonych było 10 leków opartych na tym mechanizmie (saquinavir, ritonavir, indinavir, nelfinavir, amprenavir, lopinavir, atazanavir, fosamprenavir, tipranavir i darunavir). Proteaza HIV-1, w przeciwieństwie do znanych endopeptydaz ssaków, ma zdolność do rozcinania wiązań peptydowych pomiędzy fenyloalaniną i proliną. Leki często projektowane są więc tak, by naśladowały wspomniany układ, dzięki czemu wykazują one niską aktywność względem ludzkich proteaz aspartylowych.